# Паркер, Нико
Нико Паркер (англ. Nico Parker;род. 9 декабря 2004, Кенсал-Грин, Большой Лондон) — британская актриса. Получила известность по своей дебютной роли Милли Фэрриер в фильме Тима Бёртона «Дамбо».

## Биография
Родилась 9 декабря 2004 года в Лондоне в семье режиссёра Ола Паркера и актрисы Тэндиве Ньютон. Является средним ребёнком, у неё есть старшая сестра Рипли (род. 2000) и младший брат Букер Джомб (род. 2014).
Так же, как и её сестра и брат, была рождена дома. Своё имя получила в честь немецкой певицы Нико.

## Карьера
Впервые на экранах появилась в 2019 году, сыграв Милли Фарриер в фильме «Дамбо», киноадаптации одноимённого мультфильма 1941 года. Эта роль принесла ей широкое признание. В 2020 году она снялась вместе с Наоми Харрис и Джудом Лоу в мини-сериале HBO «Третий день».
В августе 2021 года в широкий прокат вышел научно-фантастический фильм «Воспоминания», в котором Паркер снялась вместе со своей матерью. В июне 2021 года стало известно, что актриса официально утверждена на роль Сары, дочери главного героя в предстоящей экранизации игры «Одни из нас» от HBO.
В 2024 году исполнила главную роль в драматическом фильме «Солнечный берег». В том же году принимала участие в съёмках фильма «Бриджит Джонс. Без ума от мальчишки».

## Фильмография
| Год  |   | Русское название                    | Оригинальное название            | Роль             |
| ---- | - | ----------------------------------- | -------------------------------- | ---------------- |
| 2019 | ф | Дамбо                               | Dumbo                            | Милли Фарриер    |
| 2020 | с | Третий день                         | The Third Day                    | Элли             |
| 2021 | ф | Воспоминания                        | Reminiscence                     | Зои Сандерс      |
| 2023 | с | Одни из нас                         | The Last of Us                   | Сара Миллер      |
| 2024 | ф | Солнечный берег                     | Suncoast                         | Дорис            |
| 2025 | ф | Бриджит Джонс. Без ума от мальчишки | Bridget Jones: Mad About the Boy | Хлоя             |
| 2025 | ф | Как приручить дракона               | How to Train Your Dragon         | Астрид Хофферсон |

## Награды и номинации
| Год  | Премия                                            | Категория                                           | Номинация за    | Результат | Примечания |
| ---- | ------------------------------------------------- | --------------------------------------------------- | --------------- | --------- | ---------- |
| 2023 | "Премия «Ассоциации онлайн-кино и телевидения»    | Лучшая приглашенная актриса в драматическом сериале | Одни из нас     | Номинация | [ 13 ]     |
| 2023 | Международная премия в области онлайн-кинотеатров | Лучшая приглашенная актриса в драматическом сериале | Одни из нас     | Номинация | [ 14 ]     |
| 2024 | Black Reel TV Awards                              | Выдающаяся гостевая роль в драматическом сериале    | Одни из нас     | Номинация | [ 15 ]     |
| 2024 | Премия «BAFTA»                                    | Актриса второго плана                               | Одни из нас     | Номинация | [ 16 ]     |
| 2024 | Кинофестиваль «Сандэнс»                           | Выдающиеся выступление                              | Солнечный берег | Победа    | [ 17 ]     |